# Cordylepherus
Cordylepherus är ett släkte av skalbaggar som beskrevs av Evers 1985. Cordylepherus ingår i familjen Malachiidae.
Släktet innehåller bara arten Cordylepherus viridis.